# Gwen Stefani
Gwen Renée Stefani (Fullerton, 3 ottobre 1969) è una cantautrice, personaggio televisivo e stilista statunitense.
Nota come frontwoman dei No Doubt, gruppo del quale fa parte fin dal 1987, ha avuto successo anche come solista, pubblicando cinque album in studio: Love. Angel. Music. Baby. (2004), che grazie alle hit di successo What You Waiting For?, Rich Girl e Hollaback Girl, riesce a vendere sei milioni di copie nel mondo, The Sweet Escape (2006), contenente la hit omonima e il singolo di successo Wind It Up, This Is What the Truth Feels Like (2016), che fa guadagnare alla cantante la prima numero uno solista nella Billboard 200, l'album di musica natalizia You Make It Feel like Christmas (2017) e Bouquet (2024). Incluse le vendite degli album dei No Doubt, Gwen Stefani ha venduto in tutta la sua carriera più di 40 milioni di album e 30 milioni di singoli.
Nella sua carriera ha ottenuto 3 Grammy Award, di cui uno da solista, oltre che aver vinto nelle maggiori premiazioni, tra cui un BRIT Award, quattro MTV Video Music Awards, due Billboard Music Award e un American Music Award. Nel 2005 Rolling Stone l'ha definita come "l'unica vera artista Rock donna della radio ed MTV" e Billboard la inserisce tra gli artisti di maggior successo del decennio 2000-2009. Entra al decimo posto nella classifica di Forbes delle Personalità più pagate della musica nel 2008, con un guadagno di 27 milioni di dollari statunitensi. VH1 nel 2012 la include tra le 100 migliori artiste donne e nel 2014 è stata la prima donna ad essere premiata con lo Style Icon Awards ai People Awards. Nel 2016 ai Radio Disney Music Awards è stata onorata con il premio Hero Awards, consegnato agli artisti che si sono distinti in sostegno degli aiuti umanitari.
Gwen Stefani è famosa anche per aver influenzato verso la metà degli anni 2000 il genere urban, e in più è riuscita a lanciare le Harajuku Girls, delle ballerine giapponesi famose per le apparizioni nei concerti e nei video della cantante. Nel corso della sua carriera è inoltre divenuto volto televisivo come coach e giudice a The Voice USA, e recitando in film e serie televisive.

## Biografia
Gwen Stefani è nata e cresciuta a Fullerton, California, figlia di Dennis Stefani, dirigente della Yamaha, di origini italiane. La madre, Patti Flynn, è di origini irlandesi-scozzesi. I suoi genitori erano appassionati di musica folk e Gwen ha iniziato ad approcciarsi ad artisti come Bob Dylan e Emmylou Harris. È la seconda di quattro figli: ha una sorella più giovane, Jill Stefani, un fratello minore, Todd, e un fratello maggiore, Eric, che è stato tastierista dei No Doubt, prima di lasciare la band per dedicarsi all'attività di disegnatore di cartoni animati. Ha frequentato la Loara High School di Anaheim.
Molte delle donne della sua famiglia erano sarte, e quindi Gwen indossava un abbigliamento fatto da lei stessa o da sua madre. Questo fatto incuriosisce considerando che anche Gwen si dedicherà all'attività di stilista. Alla Loara High School debutterà in assoluto su un palco durante uno spettacolo, cantando I Have Confidence, canzone scritta da Rodgers e Hammerstein e tratta dal film Tutti insieme appassionatamente. Intanto si dedica anche al nuoto e, dopo il diploma conseguito nel 1987, frequenta per un periodo il college di Fullerton prima di trasferirsi alla California State University di Fullerton.

### L'inizio con i No Doubt

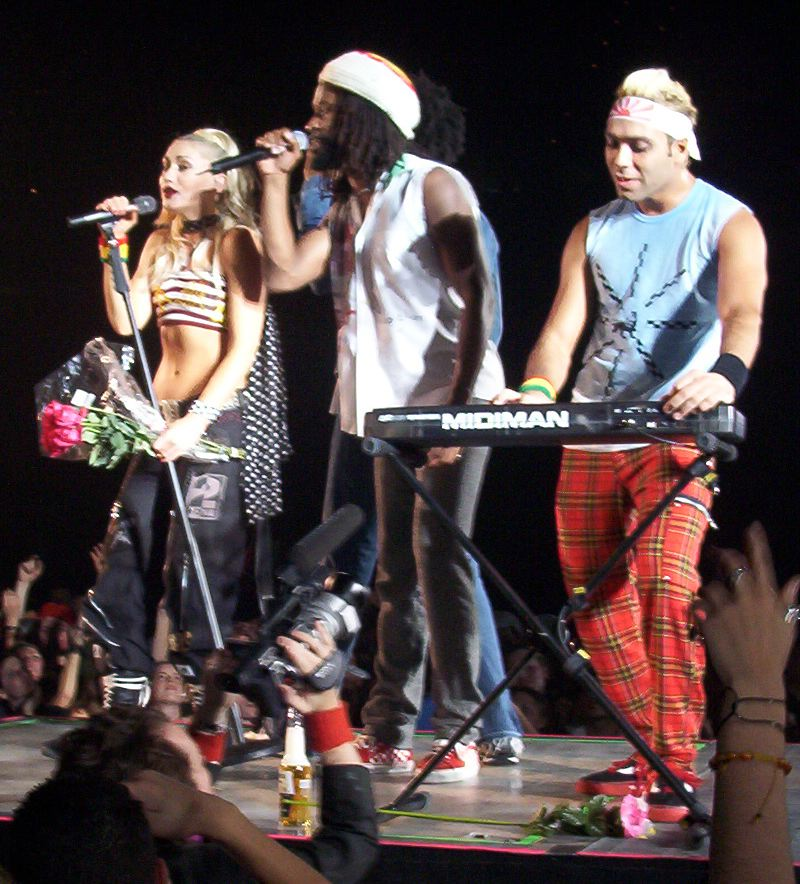
I No Doubt durante il Rock Steady Tour nel 2002

Gwen Stefani nel 1987 entrò a far parte del gruppo musicale No Doubt, di cui fu dapprima "backing vocalist"; poi, dopo il suicidio di John Spence (voce e leader del gruppo) divenne la cantante principale. Al gruppo, inizialmente composto da Gwen, suo fratello Eric Stefani e John Spence si aggiunsero dapprima il bassista Tony Kanal, che sarà anche fidanzato di Gwen per 7 anni e, dopo la morte di John Spence, il chitarrista Tom Dumont e il batterista Adrian Young.
Il complesso, che suonava musica rock, ska e reggae e che si avvaleva soprattutto della presenza del fratello di Gwen, Eric, raggiunse fama internazionale con il terzo disco pubblicato, Tragic Kingdom del 1995 che comprende successi come Don't Speak, Just a Girl e Sunday Morning.
La band pubblicherà, nonostante il successo ottenuto, un quarto album solo nel 2000: si tratta di Return of Saturn, il più profondo fra gli album dei No Doubt, caratterizzato da testi e melodie struggenti e da un look ancor più trasgressivo.
A distanza di pochi mesi da Return of Saturn esce Rock Steady, un album che riunisce reggae, pop e qualche venatura di funky e che li porta a vincere due Grammy Award, con i singoli Underneath It All e Hey Baby. La discografia con i No Doubt comprende anche l'album omonimo No Doubt (1992), The Beacon Street Collection (1995), The Singles 1992-2003 (2003), una raccolta dei singoli contenente la celebre It's My Life (cover di un brano dei Talk Talk) ed Everything in Time (2004), una compilation di b-side, rarità e remixes.
Fra i DVD si annoverano Rock Steady Live (concerto del 2002) e The Videos 1992 - 2003, che raccoglie tutti i videoclip della band dal 1992 al 2003, compreso il remix di Bathwater e una seconda versione di Don't Speak. Il 13 giugno 2006 viene pubblicata un'edizione rivisitata di Live in the Tragic Kingdom (concerto del 1997 ad Anaheim).
Dal 2004 al 2008 la band si prende una lunga pausa e Gwen si dedica alla carriera solista.

### La carriera solista:Love. Angel. Music. Baby.eThe Sweet Escape(2000-2009)
Nel 2000 inizia la carriera solista collaborando con Moby nel brano South Side.

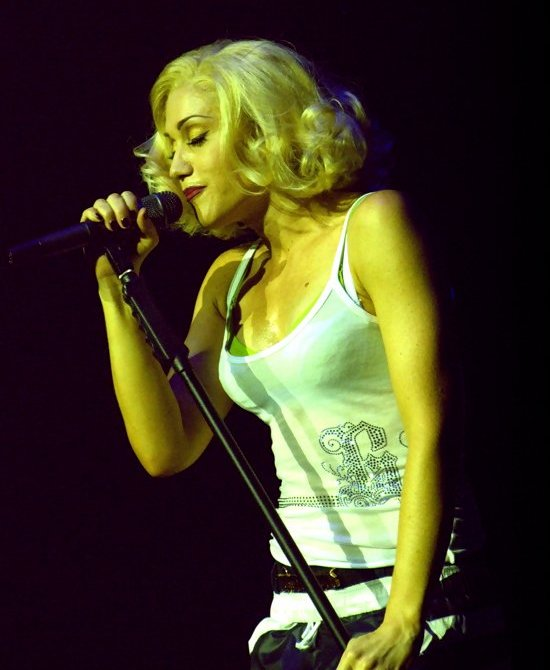
Gwen Stefani mentre si esibisce con Luxurious nel 2005

Nel 2001 inaugura una collaborazione con la rapper Eve, assieme alla quale interpreta Let Me Blow Ya Mind. Eve ricambierà il favore interpretando con Gwen la canzone Rich Girl.
Nel novembre 2004 pubblica il suo primo disco da solista, Love. Angel. Music. Baby. L'album contiene numerose collaborazioni, tra vari produttori e artisti: The Neptunes, Nellee Hooper, Tony Kanal, Linda Perry, André 3000 e New Order. L'album si piazza nei primi posti delle classifiche di molti Paesi; debutta alla posizione numero 7 nella Billboard 200, vendendo 309 000 copie nella prima settimana. Diventa multi-platino in Paesi come Stati Uniti, Regno Unito, Australia e Canada. Nel 2005 il disco è in nomination ai Grammy Awards nella categoria "Best Female Performance Vocale Pop" per What You Waiting For?. L'anno dopo, sempre ai Grammy, la Stefani riceve cinque nomination ("Record of the Year", "Album of the Year", "Best Female Performance Vocale Pop", "Miglior Album Vocale Pop" e "Best Rap/Sung Collaboration").
Il primo singolo estratto dall'album è What You Waiting For?, che nonostante la tiepida accoglienza negli Stati Uniti è risultato un buon successo in tutto il mondo. Il secondo estratto è Rich Girl, in cui collabora la rapper Eve e che viene prodotto da Dr. Dre. Si tratta di un adattamento di una canzone pop del 1993 dei musicisti britannici Louchie Lou e Michie One e che a sua volta è una cover di If I Were a Rich Man, tratta dal musical Fiddler on the Roof (Il violinista sul tetto). Anche questo singolo ottiene un ottimo successo. Il terzo singolo tratto da L.A.M.B. è Hollaback Girl, che arriva in cima alle classifiche in Australia e Stati Uniti, dove è la prima canzone in download digitale a vendere oltre un milione di copie. Il quarto singolo, Cool, accompagnato da un videoclip girato in Italia, in particolare sul lago di Como, descrive la relazione tra Gwen e Tony Kanal, e ottiene successo ma non come i precedenti singoli. Viene poi pubblicato il quinto singolo Luxurious, seguito da Crash, pubblicato nel 2006. Successivamente alla riedizione del suo album, pubblica il singolo Luxurious con la partecipazione del rapper Slim Thug.
Nel 2004 ha iniziato ad avvicinarsi al mondo del cinema, facendo un provino per il film Mr. & Mrs. Smith. Nello stesso anno debutta sul grande schermo, interpretando il ruolo di Jean Harlow nel film di Martin Scorsese The Aviator, per il quale ottiene una nomination l'anno successivo agli Screen Actors Guild Award nella categoria "Miglior cast".

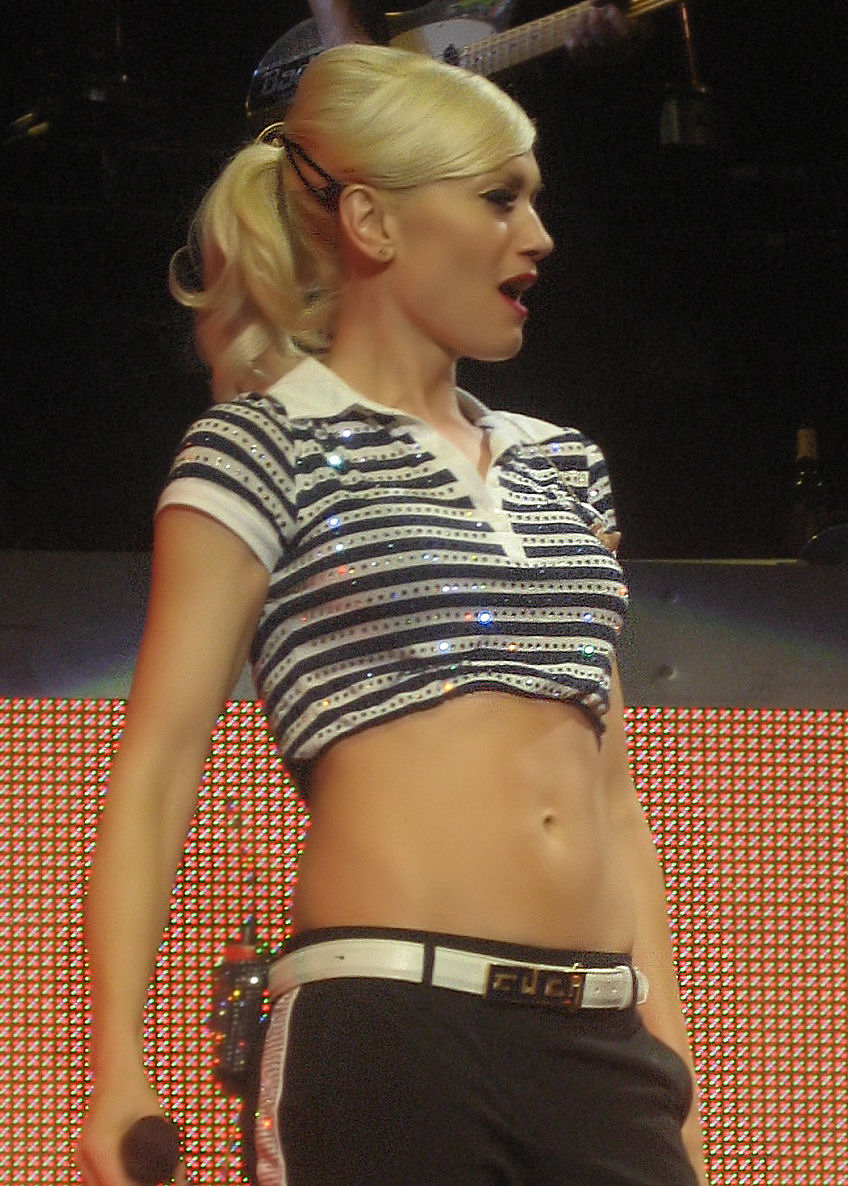
Gwen Stefani nel 2007

Nel 2006 partecipa al brano Can I Have It Like That di Pharrell Williams, che a sua volta canterà con la Stefani in Yummy. Intanto intraprende anche il suo primo tour da solista, intitolato Harajuku Lovers Live, in cui oltre alla Stefani sul palco si esibiscono le Harajuku Girls. Sophie Muller ne registrerà una tappa, ad Anaheim (California), e la proporrà in DVD.
Il 5 dicembre 2006 è stato pubblicato il suo secondo album solista, dal titolo The Sweet Escape. Il disco è stato registrato presso Le Mobile Remote Recording Studio di Guy Charbonneau e vede nuovamente la collaborazione di Tony Kanal, Linda Perry e The Neptunes, oltre che di Akon, Pharrell Williams, Martin Gore dei Depeche Mode (chitarra in Wonderful Life) e di Tim Rice-Oxley, compositore e pianista del gruppo britannico Keane (in Early Winter). Contestualmente viene commercializzato il DVD del primo tour della Stefani, ossia l'Harajuku Lovers Live.
L'album, che riceve recensioni contrastanti, è anticipato dal singolo Wind It Up, che ha raggiunto alte posizioni nelle vette delle classifiche internazionali. Questo singolo ottiene anche una nomination ai Grammy Awards nella categoria "Best Pop Collaboration with Vocals". Nel novembre 2006 viene diffuso il singolo Yummy, seguito dalla versione di Now That You Got It cantata insieme a Damian Marley. Nel febbraio 2008 viene pubblicata Early Winter, che ottiene un buon successo in Europa. Per promuovere il disco, la Stefani intraprende un tour mondiale chiamato The Sweet Escape Tour, che vanta date in Nord America, Europa, Asia, Oceania e America Latina.
In un'intervista a Entertainment Weekly datata 6 giugno 2011, Gwen ha dichiarato di non avere alcuna intenzione di continuare la carriera solista, aggiungendo: "È stato un desiderio di quel periodo (...) È proseguito più di quanto tutti avremmo immaginato, perché c'è stata la giusta ispirazione e perché comunque si deve andare avanti per la strada giusta nel momento in cui la trovi. (...) Tutto comunque ha funzionato per il meglio."

### Ritorno con i No Doubt (2009-2012)

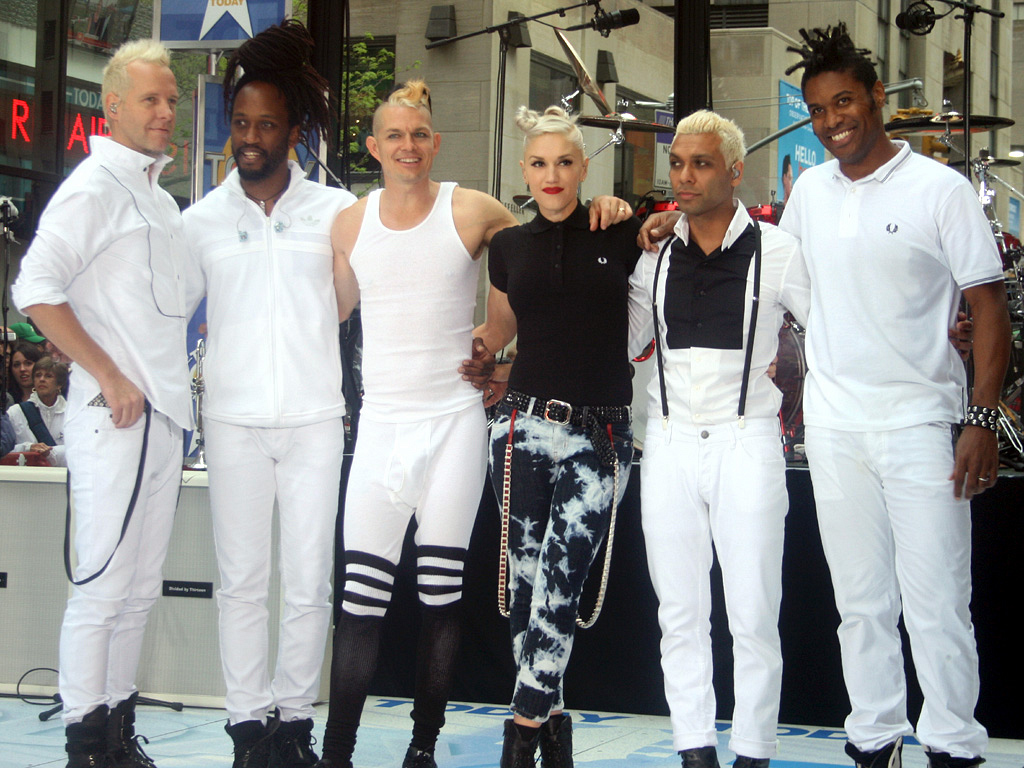
I No Doubt nel 2009

Gwen è tornata a cantare nel suo gruppo storico, con un tour mondiale nel 2009. Nel frattempo la band si era già riunita per iniziare a lavorare sul progetto del disco, nel periodo in cui Gwen era prima in tour solista e poi incinta.
L'11 giugno 2012 i No Doubt hanno annunciato che il nuovo album sarebbe uscito il 25 settembre 2012, preceduto dal primo singolo, pubblicato il 16 luglio. Il nuovo album si intitola Push and Shove, mentre il singolo apripista è Settle Down, seguito poi dalla title track.

### Nuovamente solista:This Is What The Truth Feels Likeed altre collaborazioni (2014-2016)
Gwen Stefani nel 2014 collabora con i Maroon 5 nel brano My Heart Is Open, co-scritto con Sia, inserito nel disco della band V, uscito nel settembre 2014. La canzone viene eseguita per la prima volta live da entrambi alla cerimonia dei Grammy Awards 2015.
Il 19 ottobre 2014 Gwen pubblica il singolo da solista Baby Don't Lie, coscritto con i produttori Benny Blanco, Ryan Tedder (frontman dei OneRepublic) e Noel Zancanella. Il video del brano viene diffuso alcuni giorni dopo ed è diretto da Sophie Muller. Sempre nell'ottobre 2014 esce Motion, album di Calvin Harris in cui partecipa anche Gwen nel brano Together, come coautrice e interprete
. Nel mese di dicembre pubblica la canzone Spark the Fire, prodotta e scritta con Pharrell Williams. Il 9 luglio 2015 viene pubblicato Kings Never Die, singolo di Eminem in collaborazione con Gwen Stefani, brano estratto dalla colonna sonora del film Southpaw - L'ultima sfida. Il brano debutta alla posizione 80 della Billboard Hot 100 con un totale di 35,000 copie.

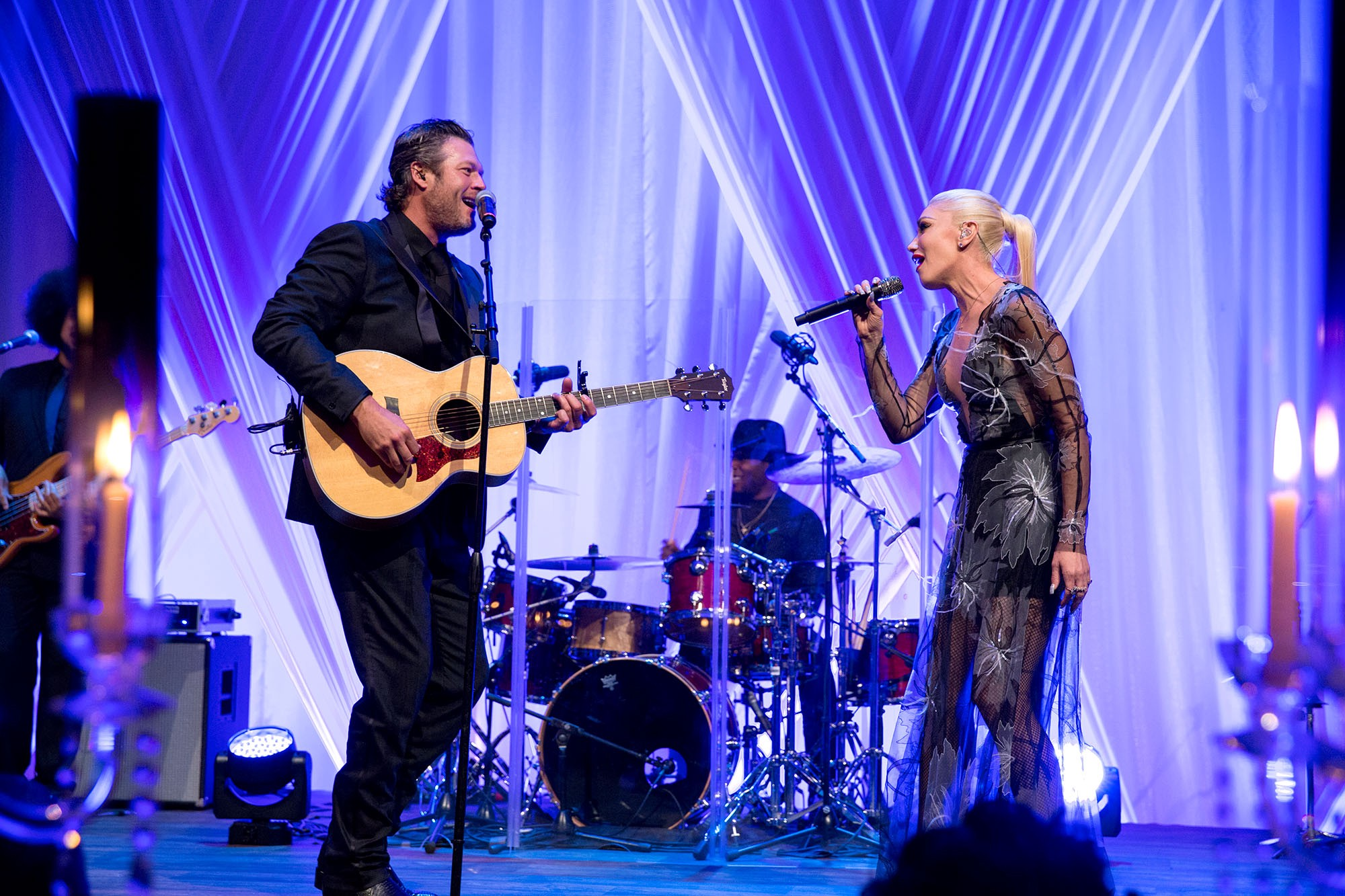
Gwen Stefani e Blake Shelton si esibiscono alla Casa Bianca nel 2016

Intanto, il 20 ottobre 2015 esce il singolo Used to Love You, prodotto da J.R. Rotem, facente parte del suo terzo album in studio da solista. Il videoclip della canzone, come quasi sempre avviene per i brani della Stefani, viene diretto da Sophie Muller. Il 10 febbraio 2016 la cantante annuncia tramite Twitter la tracklist e il titolo del nuovo album, This Is What the Truth Feels Like, in uscita a marzo.This Is What The Truth Feels Like raggiunge la prima posizione nella classifica Billboard 200 diventando così il primo album da solista di Gwen Stefani a raggiungere tale posizione in quella classifica con un totale di 84,000 copie vendute. L'ultimo suo album che si era classificato primo era stato Tragic Kingdom nel 1995, quando la cantante faceva parte dei No Doubt.. Due giorni dopo, il 12 febbraio, esce il secondo singolo Make Me like You. L'11 marzo pubblica il terzo singolo Misery e il 18 marzo esce per intero il nuovo album.
Nel 2016, oltre ad intraprendere il This Is What The Truth Feels Like Tour per promuovere l'album insieme alla cantante Eve, realizza un cartone animato che la vede protagonista, dal titolo Kuu Kuu Harajuku e partecipa al film d'animazione Trolls.

### Residency Show a Las Vegas, album natalizio e nuovi progetti discografici (2017-presente)

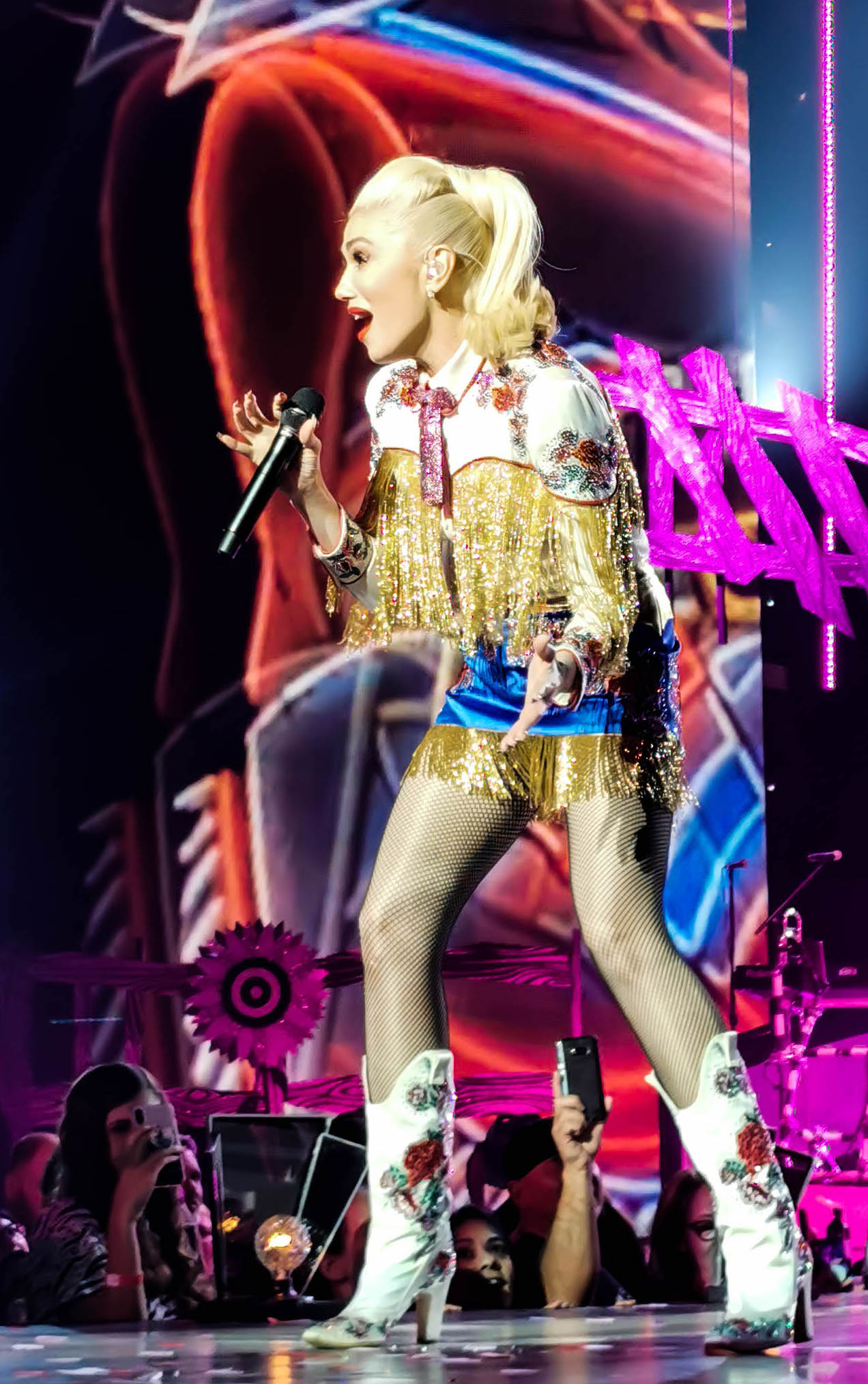
Gwen Stefani durante il suo residency Just a Girl nel 2019

Il 21 settembre 2017 l'artista annuncia la pubblicazione del suo quarto album in studio: si tratta dell'album natalizio You Make It Feel like Christmas, uscito il 6 ottobre 2017. Il disco contiene anche un duetto con Blake Shelton, compagno di Gwen, per la "title track" You Make It Feel like Christmas, che viene pubblicata come singolo il 22 settembre 2017. 
Nel 2018 la cantante firma un contratto di 46 date al The AXIS Auditorium (ora Zappos Theatre) di Las Vegas per il suo primo residency show, dal titolo Just A Girl. Lo show inizierà il 27 giugno 2018 e terminerà il 2 novembre 2019.
Nel 2019 torna come coach a The Voice USA per la diciassettesima stagione, sostituendo Adam Levine e affiancando Blake Shelton, John Legend e Kelly Clarkson. Viene inoltre confermata insieme alla Clarkson nel cast del sequel Trolls, Trolls the World Tour, previsto per il 2020.  Nel corso dell'anno Gwen pubblica una riedizione dell'album Love. Angel. Music. Baby. per celebrarne i 15 anni dalla data di pubblicazione.
Il 21 gennaio 2020 esce il duetto Nobody but You con Blake Shelton che diviene il terzo numero uno della cantante nella US Digital Songs, dopo The Sweet Escape (2007) e Hollaback Girl (2004). La canzone debutta inoltra alla sesta posizione della US Hot Country Songs e alla 43 della Billboard Hot 100 e sale fino alla numero 18, vendnedo oltre un milione di copie negli Stati Uniti. Nel giugno 2020 esce un secondo duetto Happy Anywhere che diviene il secondo singolo della coppia ad esordine nella top10 della US Hot Country Songs. Il 7 dicembre 2020 esce il singolo Let Me Reintroduce Myself e viene annunciato il quinto album in studio della cantautrice per il 2021.
Nel 2024 pubblica il suo quinto album in studio Bouquet.

## Vita privata
Poco dopo aver aderito al gruppo dei No Doubt, Gwen intraprende una relazione con il bassista della band Tony Kanal, che dura dal 1987 al 1994. Molte canzoni del gruppo accennano a questa storia, su tutte Don't Speak e Hey You.

Nel 1995 la cantante conosce Gavin Rossdale, leader del gruppo Bush. I due si sposano il 14 settembre 2002 a Londra e due settimane dopo si risposano a Los Angeles. La coppia ha tre figli, Kingston James McGregor (2006), Zuma Nesta Rock (2008) e Apollo Bowie Flynn (2014). Nell'agosto 2015 la coppia annuncia la separazione dopo 20 anni di relazione; il divorzio si concretizza nell'ottobre seguente.

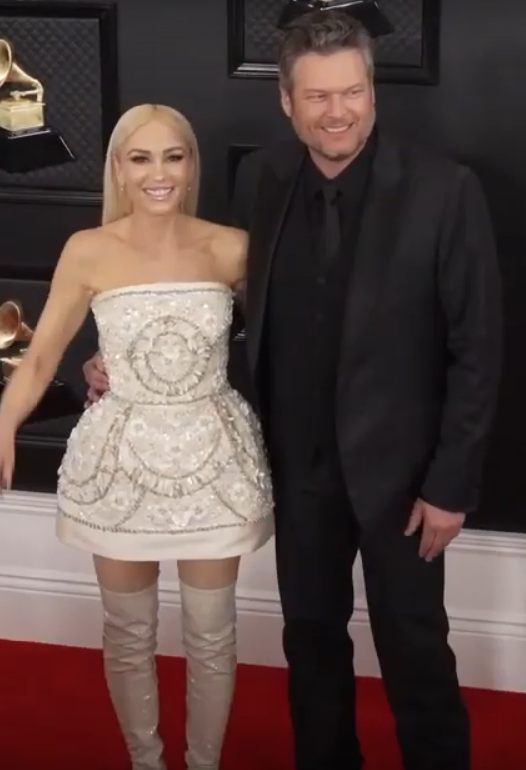
Gwen Stefani con Blake Shelton alla sessantaduesima edizione dei Grammy Awards nel 2020

Dal novembre 2015 è fidanzata con il cantante country Blake Shelton, con cui aveva condiviso nel 2014 l'esperienza televisiva di The Voice, e che aveva anch'egli divorziato da poco dalla collega Miranda Lambert. La coppia si è sposata il 3 luglio 2021.

## Moda e marketing
Nel periodo fine 2006-inizio 2007, Gwen lancia la sua line di profumi chiamata L, che sta per "Love" della sigla L.A.M.B., che include le altre collezioni di abbigliamento e accessori. Nel settembre 2008 lancia una linea di profumi inserita all'interno della linea di prodotti chiamata Harajuku Lovers e costituita da 5 fragranze, denominate Love, Lil' Angel, Music, Baby e G.
Dopo aver curato la maggior parte dei vestiti indossati dai No Doubt nel corso degli anni sui palchi di tutto il mondo, lo stilista Andrea Lieberman ha collaborato con Gwen, portandola a presentare i suoi capi di abbigliamento di alta moda e lanciandola nella carriera di stilista a partire dal 2004 con la linea chiamata L.A.M.B., come le iniziali del suo disco Love. Angel. Music. Baby. La linea è influenzata da stili come quelli guatemalteco, giapponese e giamaicano. Il marchio raggiunge la popolarità grazie anche al fatto che alcuni abiti vengono indossati da star mondiali come Teri Hatcher, Nicole Kidman, Halle Berry e la stessa Gwen Stefani.
Nel giugno 2005 ha definito una collezione di merchandising chiamata Harajuku Lovers con prodotti vari quali custodie per fotocamere e telefonini, scarpe da ginnastica, orologi e indumenti intimi. Alla fine del 2006 ha invece creato una linea di bambole in tiratura limitata chiamata L.A.M.B. Fashion Dolls, ispirate ai costumi di Gwen e delle Harajuku Girls durante il tour dell'album.
Dal maggio 2005 è testimonial di HP; dal gennaio 2011 è testimonial di L'Oréal Paris. Nel 2016 Urban Decay realizza un'edizione limitata di cosmetici in collaborazione con la cantante e nel 2017 lancia una propria linea di cosmesi “P8NT”.

## Filantropia e controversie

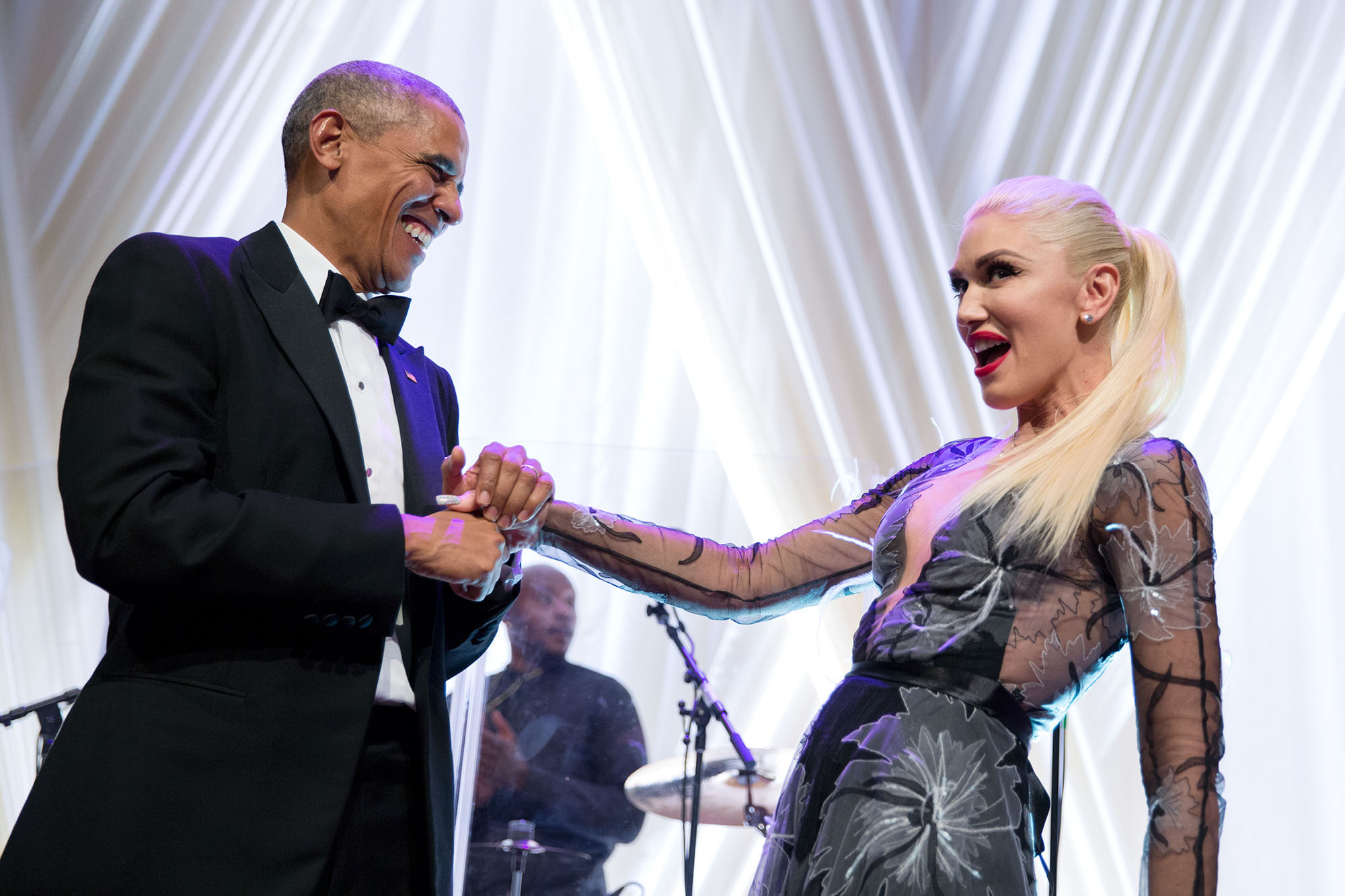
Gwen Stefani con Barack Obama, allora presidente degli Stati Uniti d'America, durante la performance avvenuta durante State Dinner nel 2016.

Gwen Stefani nel corso della sua carriera ha sostenuto numerose iniziative di beneficenza, di difesa dei diritti umani, e per contrastare alcune malattie tra cui l'AIDS, partecipando e organizzando eventi dell'UNICEF, Global Citizen, AmfAR, e Save the Children. Nel 2016 ai Radio Disney Music Awards le viene conferito il premio Hero Award per i suoi contributi nell'ambio umanitario.
La cantautrice sostiene la comunità LGBT, affermando in un'intervista a Pride Source del 2019: "Vorrei essere benedetta con un figlio gay; [...] Voglio solo che i miei ragazzi siano sani e felici. E chiedo solo a Dio che mi guidi per essere una buona madre, una cosa per niente facile".
Nel giugno 2020 a seguito della morte dell'afroamericano George Floyd, Gwen Stefani ha sostenuto i movimenti del Black Lives Matter, prendendo le distanze da ogni forma di razzismo condividendo un estratto dal brano Racism degli Specials AKA che recita "se hai un amico razzista, questo è il momento di porre fine alla tua amicizia".
Gwen Stefani si è da sempre schierata con il partito Partito Democratico statunitense, approvando le politiche di Barack e Michelle Obama, con i quali ha organizzato diverse raccolte fondi per enti di beneficenza negli Stati Uniti.

### Accuse di appropriazione culturale e le Harajuku Girls
Nel 2004, a seguito della pubblicazione del primo album da solista Love. Angel. Music. Baby., la cantautrice è stata fortemente criticata di razzismo per il brano Harajuku Girls in cui faceva riferimento alla cultura giapponese definendola «una partita di ping-pong tra orientali e occidentali». In tutte le esibizioni live, Gwen Stefani era accompagnata dal gruppo di ballo giapponese Harajuku Girls, il quale cantava nella lingua natia in pubblico e definito dal Time come delle «marionette» a servizio dell'artista. In quel periodo la comica Margaret Cho paragonava le Harajuku Girls a blackface e la serie televisiva MADtv dedicò all'artista e al suo presunto razzismo la puntata satirica intitolata Aren't Asians Great.
Dieci anni dopo il fatto, Eliana Dockterman del Time sottolinea che «Gwen Stefani ha una linea di profumi e una linea di moda ispirata alla cultura giapponese. La sua ossessione per la cultura percorre una linea molto sottile tra ammirazione e appropriazione. È facile chiedersi se Stefani abbia contribuito a incitare quella che oggi è diventata una pratica culturale comune delle pop star bianche che usano altre razze come oggetti di scena» terminando con una richiesta dell'artista di dare spiegazioni e chiedere scusa per i fatti avvenuti.
Nel 2019 in un'intervista per Billboard Gwen Stefani affronta l'argomento affermando: «Sento di dovermi difendere quando la gente la chiama "appropriazione culturale". Se non ci permettessimo di condividere le nostre culture, cosa saremmo? [...] Quando sono arrivata in Giappone e ho visto quanto fossero ossessionati dalla moda, ho pensato che fossero la mia gente. [...] Se sei orgoglioso della tua cultura, natia o che senti nell'anima, la condividi per creare nuove possibilità e raccontarla al mondo».
Altre accuse di appropriazione culturale sono giunte a Stefani a causa del video di Luxurious, nel quale la cantante ha fatto uso dell'estetica tipica della cultura Chola (messicano-statunitense).

## Filmografia

### Cinema
- Zoolander, regia di Ben Stiller (2001)
- The Aviator, regia di Martin Scorsese (2004)

### Televisione
- Dawson's Creek – serie TV, episodio 6x08 (2002)
- Gossip Girl – serie TV, episodio 2x24 (2009)
- Portlandia – serie TV, episodio 3x04 (2013)
- I ribelli (The Defiant Ones) – miniserie TV, 3 episodi (2017)

### Doppiatrice
- King of the Hill – serie animata, episodio 5x20 (2001)
- Trolls, regia di Mike Mitchell (2016)
- Piece by Piece, regia di Morgan Neville (2024)

## Discografia

### Da solista
- 2004 – Love. Angel. Music. Baby.
- 2006 – The Sweet Escape
- 2016 – This Is What the Truth Feels Like
- 2017 – You Make It Feel like Christmas
- 2024 – Bouquet

### Con i No Doubt
- 1992 – No Doubt
- 1995 – The Beacon Street Collection
- 1995 – Tragic Kingdom
- 2000 – Return of Saturn
- 2001 – Rock Steady
- 2012 – Push and Shove

## Tournée

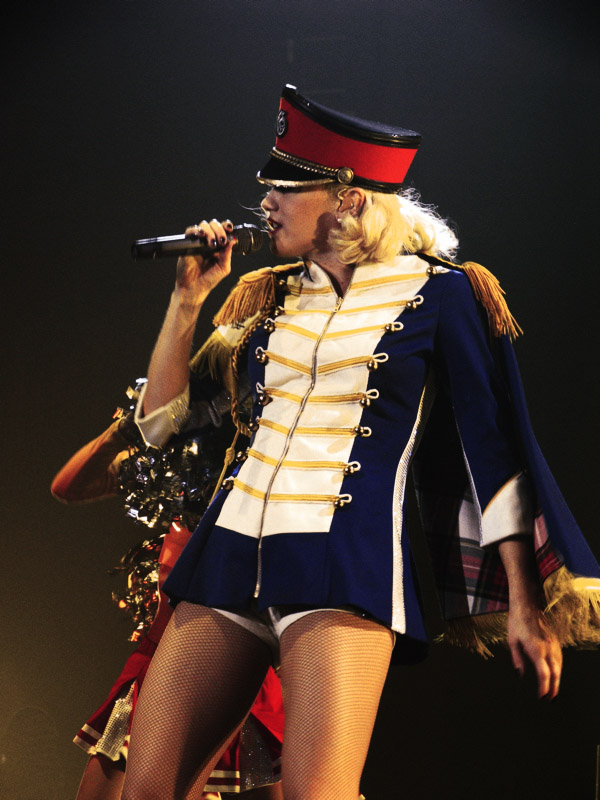
Gwen Stefani in Hollaback Girl nel novembre 2005

### Solista
Tour
- 2005 – Harajuku Lovers Tour
- 2007 – The Sweet Escape Tour
- 2016 – This Is What The Truth Feels Like Tour

Residency show
- 2018-2019 – Just a Girl

### Con i No Doubt
- 1997 – Tragic Kingdom World Tour
- 2000 – Return Of Saturn Tour
- 2002 – Rock Steady Tour
- 2004 – Blink-182 / No Doubt Summer Tour 2004
- 2009 – Summer Tour 2009
- 2012 – Seven Night Stand

## Riconoscimenti

### American Music Awards
| Anno | Nomina       | Categoria                       | Risultato       |
| ---- | ------------ | ------------------------------- | --------------- |
| 2005 | Gwen Stefani | Favorite Pop/Rock Female Artist | Vincitore/trice |
| 2005 | Gwen Stefani | Artist of the Year              | Candidato/a     |

### ASCAP Pop Music Awards
| Anno | Nomina           | Categoria            | Risultato       |
| ---- | ---------------- | -------------------- | --------------- |
| 2006 | Hollaback Girl   | Most Performed Songs | Vincitore/trice |
| 2006 | Rich Girl        | Most Performed Songs | Vincitore/trice |
| 2007 | Cool             | Most Performed Songs | Vincitore/trice |
| 2008 | The Sweet Escape | Most Performed Songs | Vincitore/trice |
| 2008 | The Sweet Escape | Song of the Year     | Vincitore/trice |

### Billboard Music Awards
| Anno | Nomina           | Categoria                | Risultato       |
| ---- | ---------------- | ------------------------ | --------------- |
| 2005 | "Hollaback Girl" | Digital Song of the Year | Vincitore/trice |
| 2005 | "Hollaback Girl" | Hot 100 Song of the Year | Candidato/a     |
| 2005 | Gwen Stefani     | New Artist of the Year   | Vincitore/trice |

### Brit Awards
| Anno | Nomina       | Categoria                                       | Risultato       |
| ---- | ------------ | ----------------------------------------------- | --------------- |
| 2005 | Gwen Stefani | Brit Award for International Female Solo Artist | Vincitore/trice |

### Grammy Awards
| Anno | Nomina                           | Categoria                              | Risultato       |
| ---- | -------------------------------- | -------------------------------------- | --------------- |
| 1997 | Tragic Kingdom                   | Best Rock Album                        | Candidato/a     |
| 1997 | No Doubt                         | Best New Artist                        | Candidato/a     |
| 1998 | "Don't Speak"                    | Best Pop Performance by a Duo or Group | Candidato/a     |
| 1998 | "Don't Speak"                    | Song of the Year                       | Candidato/a     |
| 2001 | Return of Saturn                 | Best Rock Album                        | Candidato/a     |
| 2002 | "Let Me Blow Ya Mind" (with Eve) | Best Rap/Sung Collaboration            | Vincitore/trice |
| 2003 | "Hey Baby"                       | Best Pop Performance by a Duo or Group | Vincitore/trice |
| 2003 | Rock Steady                      | Best Pop Album                         | Candidato/a     |
| 2003 | "Hella Good"                     | Best Dance Recording                   | Candidato/a     |
| 2004 | "Underneath It All"              | Best Pop Performance by a Duo or Group | Vincitore/trice |
| 2005 | It's My Life                     | Best Pop Performance by a Duo or Group | Candidato/a     |
| 2005 | "What You Waiting For?"          | Best Female Pop Vocal Performance      | Candidato/a     |
| 2006 | "Hollaback Girl"                 | Record of the Year                     | Candidato/a     |
| 2006 | "Hollaback Girl"                 | Best Female Pop Vocal Performance      | Candidato/a     |
| 2006 | Love. Angel. Music. Baby.        | Album of the Year                      | Candidato/a     |
| 2006 | Love. Angel. Music. Baby.        | Best Pop Vocal Album                   | Candidato/a     |
| 2006 | "Rich Girl" (with Eve)           | Best Rap/Sung Collaboration            | Candidato/a     |
| 2008 | The Sweet Escape                 | Best Pop Collaboration with Vocals     | Candidato/a     |

### MTV Video Music Awards
| Anno | Nomina                  | Categoria                          | Risultato       |
| ---- | ----------------------- | ---------------------------------- | --------------- |
| 2001 | South Side              | Best Male Video                    | Vincitore/trice |
| 2001 | "Let Me Blow Ya Mind"   | Best Female Video                  | Vincitore/trice |
| 2001 | "Let Me Blow Ya Mind"   | Best Hip-Hop Video                 | Candidato/a     |
| 2001 | "Let Me Blow Ya Mind"   | Viewer's Choice                    | Candidato/a     |
| 2005 | "Hollaback Girl"        | Best Choreography                  | Vincitore/trice |
| 2005 | "Hollaback Girl"        | Video of the Year                  | Candidato/a     |
| 2005 | "Hollaback Girl"        | Best Female Video                  | Candidato/a     |
| 2005 | "Hollaback Girl"        | Best Pop Video                     | Candidato/a     |
| 2005 | "What You Waiting For?" | Best Art Direction                 | Vincitore/trice |
| 2005 | "What You Waiting For?" | Best Editing                       | Candidato/a     |
| 2007 | "The Sweet Escape"      | Most Earthshattering Collaboration | Candidato/a     |

### MTV European Music Awards
| Anno | Nomina                   | Categoria         | Risultato   |
| ---- | ------------------------ | ----------------- | ----------- |
| 2005 | Love. Angel. Music. Baby | Album of the Year | Candidato/a |
| 2005 | "Gwen Stefani"           | Best Female       | Candidato/a |
| 2005 | "Gwen Stefani"           | Best Pop          | Candidato/a |
| 2005 | "What You Waiting For?"  | Best Video        | Candidato/a |

### MTV Video Music Latino America Awards
| Anno | Nomina       | Categoria                     | Risultato       |
| ---- | ------------ | ----------------------------- | --------------- |
| 2005 | Gwen Stefani | Best New International Artist | Candidato/a     |
| 2005 | Gwen Stefani | Best Pop International Artist | Vincitore/trice |
| 2007 | Gwen Stefani | Best Pop International        | Candidato/a     |

### Teen Choice Awards
| Anno | Nomina                        | Categoria                        | Risultato       |
| ---- | ----------------------------- | -------------------------------- | --------------- |
| 2001 | "Let Me Blow Ya Mind"         | Choice R&B/Hip Hop Track         | Vincitore/trice |
| 2005 | "Rich Girl"                   | Choice Breakout                  | Vincitore/trice |
| 2005 | "Rich Girl"                   | Best Female Video                | Candidato/a     |
| 2005 | "Rich Girl"                   | Visionary Award                  | Vincitore/trice |
| 2005 | "Rich Girl"                   | Choice Collaboration             | Vincitore/trice |
| 2005 | Hollaback Girl                | Choice Single                    | Candidato/a     |
| 2005 | Hollaback Girl                | Choice Summer Song               | Candidato/a     |
| 2005 | Love. Angel. Music. Baby.     | Choice Album                     | Candidato/a     |
| 2007 | "The Sweet Escape"            | Choice: Single                   | Candidato/a     |
| 2007 | Gwen Stefani                  | Choice Female Artist             | Candidato/a     |
| 2009 | Zuma                          | Choice Celebrity Baby            | Candidato/a     |
| 2010 | L.A.M.B                       | Choice Fashion Line              | Candidato/a     |
| 2016 | Gwen Stefani                  | Choice Summer Music Star: Female | Candidato/a     |
| 2016 | "Go Ahead and Break My Heart" | Choice Country Song              | Candidato/a     |

### People Choice Awards
| Anno | Nomina       | Categoria              | Risultato       |
| ---- | ------------ | ---------------------- | --------------- |
| 2006 | Gwen Stefani | Favorite Female Singer | Candidato/a     |
| 2008 | Gwen Stefani | Favorite Female Singer | Vincitore/trice |

### World Music Awards
| Anno | Nomina       | Categoria                      | Risultato       |
| ---- | ------------ | ------------------------------ | --------------- |
| 2005 | Gwen Stefani | Best-selling New Female Artist | Vincitore/trice |
| 2005 | Gwen Stefani | Best-Selling Pop Rock Artist   | Candidato/a     |
| 2006 | Gwen Stefani | Best-Selling Pop Rock Artist   | Candidato/a     |

### BMI Music Awards
| Anno | Nomina           | Categoria | Risultato       |
| ---- | ---------------- | --------- | --------------- |
| 2006 | "Hollaback Girl" | Pop Songs | Vincitore/trice |
| 2006 | "Rich Girl"      | Pop Songs | Vincitore/trice |
| 2007 | "Cool"           | Pop Songs | Vincitore/trice |
| 2008 | The Sweet Escape | Pop Songs | Vincitore/trice |

### International Dance Music Awards
| Anno | Nomina                  | Categoria                          | Risultato       |
| ---- | ----------------------- | ---------------------------------- | --------------- |
| 2005 | "What You Waiting For?" | Best Alternative/Rock Dance Artist | Vincitore/trice |
| 2006 | Gwen Stefani            | Best Dance Solo Artist             | Candidato/a     |

### Radio Disney Music Awards
| Anno | Nomina       | Categoria  | Risultato       |
| ---- | ------------ | ---------- | --------------- |
| 2016 | Gwen Stefani | Hero Award | Vincitore/trice |